# Two-Faced Woman
Two-Faced Woman (bra: Duas Vezes Meu!; prt: A Mulher de Duas Caras) é um filme de comédia romântica de 1941, dirigido por George Cukor para a Metro-Goldwyn-Mayer. Foi o último filme de Greta Garbo e foi considerado uma "bomba" das bilheterias e uma tentativa mal sucedida de americanizar a atriz europeia, tentando aumentar seus fãs nos Estados Unidos. O contrato de Garbo com a MGM foi encerrado após o filme, e a atriz nunca mais voltou às telas de cinemas.

## Elenco
- Greta Garbo...Karin Borg Blake/ Katherine Borg
- Melvyn Douglas...Larry Blake
- Constance Bennett...Griselda Vaughn
- Roland Young...O.O. Miller
- Robert Sterling...Dick Williams
- Ruth Gordon...Senhorita Ruth Ellis
- Frances Carson...Senhorita Dunbar
- Robert Alton...Cecil (não creditado)

## Sinopse

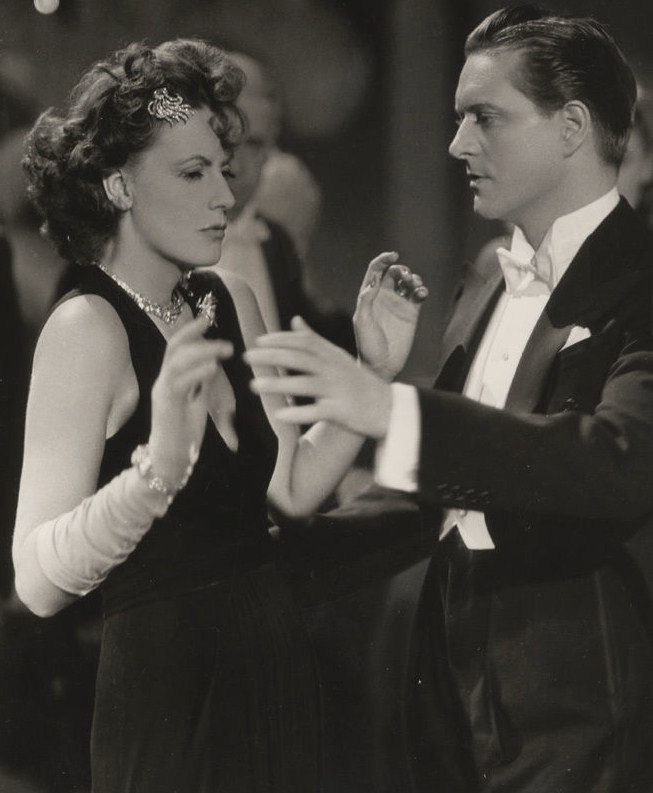
Greta Garbo e Robert Alton na cena da Rumba

O rico e estressado editor de revista Larry Blake sai de férias em uma estação de esqui e se apaixona pela independente instrutora Karin Borg, que lhe retribui. Imediatamente eles se casam ali mesmo e Larry está decidido a abandonar tudo e ficar com Karin que não gosta da cidade. Mas assim que chegam o sócio O.O. Miler e a secretária Ruth Ellis em busca dele, Larry muda de ideia e resolve voltar ao trabalho em Nova Iorque. Karin não concorda e fica na Estação de Esqui. Na cidade, Larry reata seu caso com a escritora Griselda Vaugh até que Karin vai ao seu encontro. Ao perceber que o marido estava saindo com outra mulher, ela resolve se passar, com a ajuda de Ruth, por uma "irmã gêmea", a interesseira e promíscua Katherine Borg, que chama a atenção de vários homens. Ela acaba se encontrando com o marido e continua com a farsa, mas ele logo percebe tratar-se mesmo de Karin e decide reconquistá-la.

## Produção
Animada com o sucesso financeiro e de crítica de Ninotchka (1939), a MGM decidiu voltar com a dupla Garbo e Douglas em outra comédia romântica. George Cukor tinha dirigido a estrela anteriormente em Camille (1936), considerado geralmente como o melhor filme dela. Constance Bennett, uma importante protagonista de filmes na década de 1930 e cuja carreira estava em declínio, entrou para o elenco como a codajuvante Griselda graças ao apoio do amigo Cukor. O roteiro é de S. N. Behrman, Salka Viertel e George Oppenheimer e se baseou no filme mudo de 1925 Her Sister From Paris, de Constance Talmadge, que por sua vez fora inspirado em peça teatral alemã de Ludwig Fulda.
O estúdio também usou o filme para promover uma nova imagem de Garbo, retratando-a como um tipo esportivo e pé-no-chão, na esperança de aumentar seu apelo junto ao público norte-americano. A imagem anterior de Garbo era atraente para as plateias europeias, que agora estavam diminuindo com a Segunda Guerra Mundial. Garbo supostamente estava infeliz ao trabalhar em Two-Faced Woman, e desconfortável com as tentativas dos cineastas de mostrá-la como um tipo "casual" americano. As cenas adicionais quando Garbo é vista esquiando e nadando, tinham sido planejadas pelo estúdio com esse propósito, assim como a cena de dança de rumba em um salão de baile. Garbo, que não era uma dançarina natural, fora forçada a tomar lições de dança e uma vez se escondeu de seu instrutor atrás de uma árvore em sua casa. Ela mais tarde disse que o filme "não está bom e nunca poderia ser bom".
O filme foi produzido por Gottfried Reinhardt, com música de Bronislau Kaper, cinematografia de  Joseph Ruttenberg, direção artística de Cedric Gibbons, e figurinos de Adrian.

### Censura e alterações
Two-Faced Woman foi inicialmente preparado para ser lançado em novembro de 1941. Contudo, apesar do filme receber o selo de aprovação do Código dos Produtores, a Legião Nacional da Decência classificou-o como "C", que o condenava — incomum para um filme de primeira linha de Hollywood da época — chamando-o de "imoral e de atitude anticristã em relação ao matrimônio e suas obrigações: cenas imprudentemente sugestivas, diálogos, situações e roupas". O filme foi também condenado pelo Arcebispo de Nova Iorque, a primeira vez que aconteceu a um filme em específico. Essas manifestações negativas desanimaram fortemente os católicos a assistirem ao filme. Two-Faced Woman foi também banido em muitas cidades, incluindo Boston e Providence, além de outras como Omaha, Chicago e Milwaukee, que ordenaram que cenas fossem cortadas antes que o filme fosse exibido.
O estúdio respondeu com a refilmagem de algumas cenas antes do lançamento oficial, medida a que George Cukor se recusou a colaborar. Particularmente, uma cena em que Larry Blake descobre logo no início que "Katherine" é na verdade sua esposa Karin em nova identidade, e escolhe continuar fingindo que não sabe, quando na verdade ele de fato considerara trair a esposa com sua irmã gêmea. A Legião da Decência mudou a classificação de "C" para "B", ou seja, de condenado para parcialmente objeto de questionamentos morais.
Em adição as mudanças por causa de censura, o estúdio também cortou cenas de Constance Bennett e alterou o final, com relatos de que Bennett teria ofuscado Garbo em muitas cenas que fizeram juntas. Apesar dos cortes, Leonard Maltin escreveu em 2014 que Bennett "rouba o filme com sua hilariante performance".
A versão emendada foi relançada em janeiro de 1942. Já a sem censura permaneceu, e foi exibida em 2004 numa retrospectiva do diretor George Cukor realizada pelo Cine Nacional em Londres, mas não foi distribuída em DVD.

## Recepção
Após a versão emendada em janeiro de 1942, Garbo recebeu as piores críticas da carreira. John Mosher do The New Yorker  escreveu sobre a estrela que (tradução livre, como as demais) "se sente apenas que o arcebispo que se opôs ao mostrado no filme tinha sido o único amigo verdadeiro dela. Da loucura de Garbo havia pouco a se dizer. Apenas condolências seriam suficientes". Theodore Strauss do The New York Times escreveu: "É necessariamente custoso ter que julgar assuntos delicados de interesse público, à medida que o filme é condenável por si só como uma obra de baixa qualidade. A corrente tentativa de iluminar uma fantástica viagem da Senhorita Garbo é uma das performances embaraçosas da temporada. A direção de George Cukor é estática e trabalhosa, e o roteiro é uma piada velha, repetida muitas vezes. Considerando-se os muitos talentos que foram combinados para criar esse retrato sombrio, considera-se 'Two-Faced Woman' como um dos mais caros desapontamentos do ano". Uma resenha do Time qualificou o filme de "quase o mesmo choque de assistir a sua mãe bêbada"
Mesmo as resenhas que ainda assim elogiaram a atuação de Garbo criticaram em geral o filme. Variety escreveu: "Que essa experiência de converter a Senhorita Garbo em uma comediante não tenha sido bem sucedida, não o foi por culpa dela. O roteiro e o diretor, George Cukor, entraram dentro do mesmo espírito de falta de entusiasmo e auto-consciência além de abandono da estrela, sem o qual o filme teria sido um grande sucesso ... Como algumas linhas de diálogo escaparam da tesoura da censura é um mistério assim como os roteiristas ... falharam completamente em providenciar um final razoável" Harrison's Reports qualificou a atuação de Garbo de "deliciosa...ainda que o charme e a habilidade de atuação sofisticada dela tivessem pouco a fazer, com uma história fraca e quase boba" Film Daily declarou que Garbo é "uma comediante deliciosa" mas é "lamentável que a combinação de talentos" dos roteiristas "não levaram em conta a escolha da Senhorita Garbo. A direção de George Cukor não foi afiada como poderia ser e tendeu a deixar o filme passageiro"
A maioria das fontes também informou a pouca bilheteria alcançada. De acordo com os registros da MGM, foram arrecadados 875.000 dólares nos Estados Unidos e Canadá, e 925.000 mil dólares em outros lugares, resultando num prejuízo de 62.000 dólares. Apesar do sucesso anterior de Ninotchka, o público teve dificuldades de aceitar Garbo como comediante. O público também estava chocado com o Ataque a Pearl Harbor, ocorrido três semanas antes da estreia do filme. Algumas fontes desafiaram a percepção geral de que a produção fora um fracasso, com algumas afirmando que arrecadara cinco vezes seu orçamento.
Ao final de 1942, o contrato de Garbo com a MGM foi encerrado, provavelmente de mútuo acordo. Ela pretendia retornar ao cinema após a Segunda Guerra Mundial, mas os projetos não se desenvolveram, deixando Two-Faced Woman como o último filme dela.